# Newport (Minnesota)
Newport é uma cidade localizada no estado americano de Minnesota, no Condado de Washington.

## Demografia
Segundo o censo americano de 2000, a sua população era de 3715 habitantes.
Em 2006, foi estimada uma população de 3617, um decréscimo de 98 (-2.6%).

## Geografia
De acordo com o United States Census Bureau tem uma área de
10,1 km², dos quais 9,5 km² cobertos por terra e 0,6 km² cobertos por água.

## Localidades na vizinhança
O diagrama seguinte representa as localidades num raio de 8 km ao redor de Newport.